# Bukevje (gmina Orle)
Bukevje – wieś w Chorwacji, w żupanii zagrzebskiej, w gminie Orle. W 2011 roku liczyła 425 mieszkańców.